# Malta (otok)
Otok Malta nalazi se u Malteškom otočju u Sredozemnom moru. Ovo je najveći i najnapučeniji otok države Malte. Otok se nalazi južno od Sicilije i sjeverno od Libije. Ovaj otok je s površinom od 246 km² nešto manji od Korčule.
Na Malti se nalazi glavni grad Valletta, najveći grad Qormi, te najveće naselje Birkirkara. Reljef otoka sastoji se od polja i malih brežuljaka. Najveći vrh je Ta'Dmejrek (253 m).